# 第51回全日本大学サッカー選手権大会
第51回全日本大学サッカー選手権大会は2002年11月9日から11月24日にかけて開催された全日本大学サッカー選手権大会である。筑波大学が22年ぶり7回目の優勝を果たした。

## 概要
出場枠を拡大し、9地域の代表31校と総理大臣杯全日本大学サッカートーナメント優勝校が参加した。

### 大会日程
- 2002年11月9日 - 1回戦
- 2002年11月10日 - 2回戦
- 2002年11月16日、11月17日 - 準々決勝
- 2002年11月21日 - 準決勝
- 2002年11月24日 - 決勝

### 開催競技場
- 国立競技場（決勝）
- 西が丘サッカー場（2回戦・準々決勝・準決勝）
- 駒沢競技場（1回戦・準々決勝）
- 磐田スタジアム（1回戦・2回戦）
- 長居スタジアム（2回戦）
- 博多の森球技場（1回戦・2回戦）
- 駒沢競技場（1回戦）
- 遠州灘球技場（1回戦）
- 西京極競技場（1回戦）
- 鶴見緑地球技場（1回戦）
- 宇美町総合スポーツ公園（1回戦）
- 江戸川区陸上競技場（1回戦）

## 出場大学
- 駒澤大学（総理大臣杯優勝・2年連続7回目）
- 札幌大学（北海道第1代表・2年ぶり29回目）
- 道都大学（北海道第2代表・2年連続3回目）
- 仙台大学（東北第1代表・2年連続19回目）
- 東北学院大学（東北第2代表・2年ぶり10回目）
- 筑波大学（関東第2代表・4年連続27回目）
- 東京学芸大学（関東第3代表・4年連続4回目）
- 国士舘大学（関東第4代表・8年連続18回目）
- 亜細亜大学（関東第5代表・初[1]）
- 順天堂大学（関東第6代表・2年連続15回目）
- 慶應義塾大学（関東第7代表・9年ぶり7回目）
- 中央大学（関東第8代表・2年ぶり23回目）
- 国際武道大学（関東第9代表・初）
- 信州大学（北信越第1代表・17年ぶり6回目）
- 富山大学（北信越第2代表・32年ぶり2回目）
- 浜松大学（東海第1代表・初）
- 静岡産業大学（東海第2代表・3年ぶり3回目）
- 中京大学（東海第3代表・3年連続25回目）
- 愛知学院大学（東海第4代表・2年連続13回目）
- 阪南大学（関西第1代表・5年連続8回目）
- 立命館大学（関西第2代表・2年ぶり4回目）
- 同志社大学（関西第3代表・7年ぶり15回目）
- 関西学院大学（関西第4代表・5年連続12回目）
- 近畿大学（関西第5代表・3年ぶり2回目）
- 広島経済大学（中国第1代表・4年ぶり2回目）
- 吉備国際大学（中国第2代表・初）
- 高知大学（四国第1代表・9年連続18回目）
- 愛媛大学（四国第2代表・25年ぶり8回目）
- 鹿屋体育大学（九州第1代表・5年ぶり10回目）
- 福岡教育大学（九州第2代表・3年ぶり4回目）
- 福岡大学（九州第3代表・3年連続27回目）
- 九州産業大学（九州第4代表・3年ぶり19回目）

## 試合日程・結果

### 1回戦
| 2002年11月9日 |

| 駒澤大学                          | 6 - 0 | 道都大学 |
| 橋本2 , · 中田 · 巻 · 増富 · 深井 |       |          |

| 駒沢競技場 |

| 2002年11月9日 |

| 慶應義塾大学                     | 5 - 1 | 信州大学 |
| 渡辺 · 飛田 · 山口 · 奥田 · 槻木 |       | 石黒     |

| 駒沢競技場 |

| 2002年11月9日 |

| 九州産業大学         | 3 - 1 | 近畿大学 |
| 井手田 · 高橋 · 小倉 |       | 浅野     |

| 遠州灘球技場 |

| 2002年11月9日 |

| 中京大学  | 2 - 1 | 亜細亜大学 |
| 池 · 楽山 |       | 平田       |

| 遠州灘球技場 |

| 2002年11月9日 |

| 国士舘大学  | 2 - 1 | 広島経済大学 |
| 山崎 · 朝日 |       | 張           |

| 磐田スタジアム |

| 2002年11月9日 |

| 東北学院大学 | 1 - 2 | 浜松大学    |
| 小林         |       | 木下 · 富松 |

| 磐田スタジアム |

| 2002年11月9日 |

| 福岡教育大学 | 1 - 0 | 国際武道大学 |
| 鍋内         |       |              |

| 西京極競技場 |

| 2002年11月9日 |

| 愛媛大学 | 0 - 2 | 阪南大学    |
|          |       | 安部 · 内村 |

| 西京極競技場 |

| 2002年11月9日 |

| 高知大学      | 2 - 3 延長 | 仙台大学           |
| 土岐勇 · 乙倉 |            | 田中 · 正木 · 芳賀 |

| 鶴見緑地球技場 |

| 2002年11月9日 |

| 順天堂大学 | 1 - 1 延長 (PK 4-2) | 関西学院大学 |
| 矢野根     |                     | 天野         |

| 鶴見緑地球技場 |

| 2002年11月9日 |

| 静岡産業大学 | 2 - 0 | 福岡大学 |
| 田口 · 小林  |       |          |

| 宇美町総合スポーツ公園 |

| 2002年11月9日 |

| 吉備国際大学 | 1 - 2 | 東京学芸大学 |
| 大西         |       | 松浦 · 榎本  |

| 宇美町総合スポーツ公園 |

| 2002年11月9日 |

| 立命館大学 | 1 - 3 | 鹿屋体育大学   |
| 渋谷       |       | 柄澤2 , · 田中 |

| 博多の森球技場 |

| 2002年11月9日 |

| 愛知学院大学 | 0 - 1 延長 | 中央大学 |
|              |            | 中村     |

| 博多の森球技場 |

| 2002年11月9日 |

| 札幌大学                                 | 5 - 0 | 富山大学 |
| オウンゴール · 長内 · 斉藤 · 倉谷 · 伊藤 |       |          |

| 江戸川区陸上競技場 |

| 2002年11月9日 |

| 同志社大学 | 0 - 1 | 筑波大学 |
|            |       | 兵働     |

| 江戸川区陸上競技場 |

### 2回戦
| 2002年11月10日 |

| 駒澤大学 | 2 - 0 | 慶應義塾大学 |
| 橋本2 ,  |       |              |

| 西が丘サッカー場 |

| 2002年11月10日 |

| 九州産業大学 | 0 - 0 延長 (PK 2-4) | 中京大学 |
|              |                     |          |

| 磐田スタジアム |

| 2002年11月10日 |

| 国士舘大学  | 2 - 2 延長 (PK 6-5) | 浜松大学    |
| 鈴木 · 山崎 |                     | 岩田 · 富松 |

| 磐田スタジアム |

| 2002年11月10日 |

| 福岡教育大学 | 0 - 2 | 阪南大学    |
|              |       | 藤井 · 榎本 |

| 長居スタジアム |

| 2002年11月10日 |

| 仙台大学  | 2 - 6 | 順天堂大学                   |
| 螺 · 須田 |       | 矢野根 · 伊藤雅2 , · 堀健3 , |

| 長居スタジアム |

| 2002年11月10日 |

| 静岡産業大学 | 0 - 3 | 東京学芸大学         |
|              |       | 松浦 · 久保田 · 山下 |

| 博多の森球技場 |

| 2002年11月10日 |

| 鹿屋体育大学        | 5 - 3 | 中央大学           |
| 二宮 · 柄澤3 , · 徐 |       | 中村 · 吉田 · 太田 |

| 博多の森球技場 |

| 2002年11月10日 |

| 札幌大学 | 1 - 4 | 筑波大学              |
| 斉藤     |       | 兵働 · 藤本2 , · 栗山 |

| 西が丘サッカー場 |

### 準々決勝
| 2002年11月16日 |

| 駒澤大学        | 4 - 3 | 中京大学       |
| 巻2 , · 深井2 , |       | 池 · 西 · 石館 |

| 駒沢競技場 |

| 2002年11月16日 |

| 国士舘大学  | 2 - 0 | 阪南大学 |
| 鈴木 · 蒲原 |       |          |

| 駒沢競技場 |

| 2002年11月17日 |

| 順天堂大学 | 0 - 2 | 東京学芸大学  |
|            |       | 久保田 · 保坂 |

| 西が丘サッカー場 |

| 2002年11月17日 |

| 鹿屋体育大学 | 0 - 3 | 筑波大学               |
|              |       | オウンゴール · 高林2 , |

| 西が丘サッカー場 |

### 準決勝
| 2002年11月21日 |

| 駒澤大学    | 2 - 3 延長 | 国士舘大学     |
| 深井 · 中後 |            | 山崎2 , · 白尾 |

| 西が丘サッカー場 |

| 2002年11月21日 |

| 東京学芸大学 | 0 - 1 延長 | 筑波大学     |
|              |            | 兵働 延後4分 |

| 西が丘サッカー場 |

### 決勝
| 2002年11月24日 |

| 国士舘大学         | 1 - 2 延長 | 筑波大学                   |
| 渡辺 後17分 (pen.) |            | 兵働 後40分 · 町田 延前9分 |

| 国立競技場 |

## 最終結果
| 第51回全日本大学サッカー選手権大会 優勝チーム |
| --------------------------------------------- |
| 筑波大学 22年ぶり7回目                        |

### 表彰

#### 最優秀選手賞
- 兵働昭弘（筑波大学）

## 主な出場選手
- 巻誠一郎（駒澤大学）
- 深井正樹（駒澤大学）
- 橋本早十（駒澤大学）
- 中後雅喜（駒澤大学）
- 中田洋介（駒澤大学）
- 松浦宏治（阪南大学）
- 佐藤光治（国際武道大学）
- 千代反田充（筑波大学）
- 小林宏之（筑波大学）
- 兵働昭弘（筑波大学）
- 藤本淳吾（筑波大学）
- 町田多聞（筑波大学）
- 高林佑樹（筑波大学）
- 相馬崇人（国士舘大学）
- 渡辺誠（国士舘大学）
- 白尾秀人（国士舘大学）
- 山崎雅人（国士舘大学）
- 蒲原達也（国士舘大学）
- 朝日大輔（国士舘大学）
- 久保田学（東京学芸大学）
- 保坂一成（東京学芸大学）
- 太田康介（中央大学）
- 中村憲剛（中央大学）
- 堀健人（順天堂大学）
- 楽山孝志（中京大学）
- 西政治（中京大学）